# Bruchmühlen (Melle)
Bruchmühlen ist ein Stadtteil von Melle im Landkreis Osnabrück in Niedersachsen. Der Ort liegt im Osten Melles an der Landesgrenze zwischen Niedersachsen und Nordrhein-Westfalen. Auf nordrhein-westfälischer Seite schließt sich an das niedersächsische Bruchmühlen der Rödinghauser Ortsteil Bruchmühlen an. Der nordrhein-westfälische und niedersächsische Teil bilden städtebaulich und kulturell eine Einheit. Der Ortsname Bruchmühlen wurde erstmals 1322 erwähnt.

## Lage
Das niedersächsische Bruchmühlen liegt im Ravensberger Hügelland bzw. Osnabrücker Hügelland südlich und nördlich des Flusses Else. Nördlich und östlich des niedersächsischen Stadtteils liegt das nordrhein-westfälische Bruchmühlen. Der Hauptort an der Else liegt auf einer Höhe von 70 m ü. NHN. Größter Zufluss der Else im Bruchmühlener Gebiet ist der unter Naturschutz stehende Kilverbach, der neben der Else die Grenze zwischen Niedersachsen und Nordrhein-Westfalen bildet und über den wie auch über die Else im 19. Jahrhundert ein reger Schmuggelverkehr geführt wurde, als der Ort noch auf der Staatsgrenze des Königreichs Hannover zu Preußen lag.

## Gliederung
Der Stadtteil Bruchmühlen gliedert sich in die Ortsteile Düingdorf nördlich der Else und Bennien südlich der Else. Bennien war bis 1970 selbständige Gemeinde im Landkreis Melle und zwischen 1970 und 1972 Ortsteil der Gemeinde Riemsloh. Düingdorf war bis 1972 selbständige Gemeinde im Landkreis Melle. 
Der Ort Bruchmühlen selbst liegt zwischen Düingdorf und Bennien.

## Geschichte

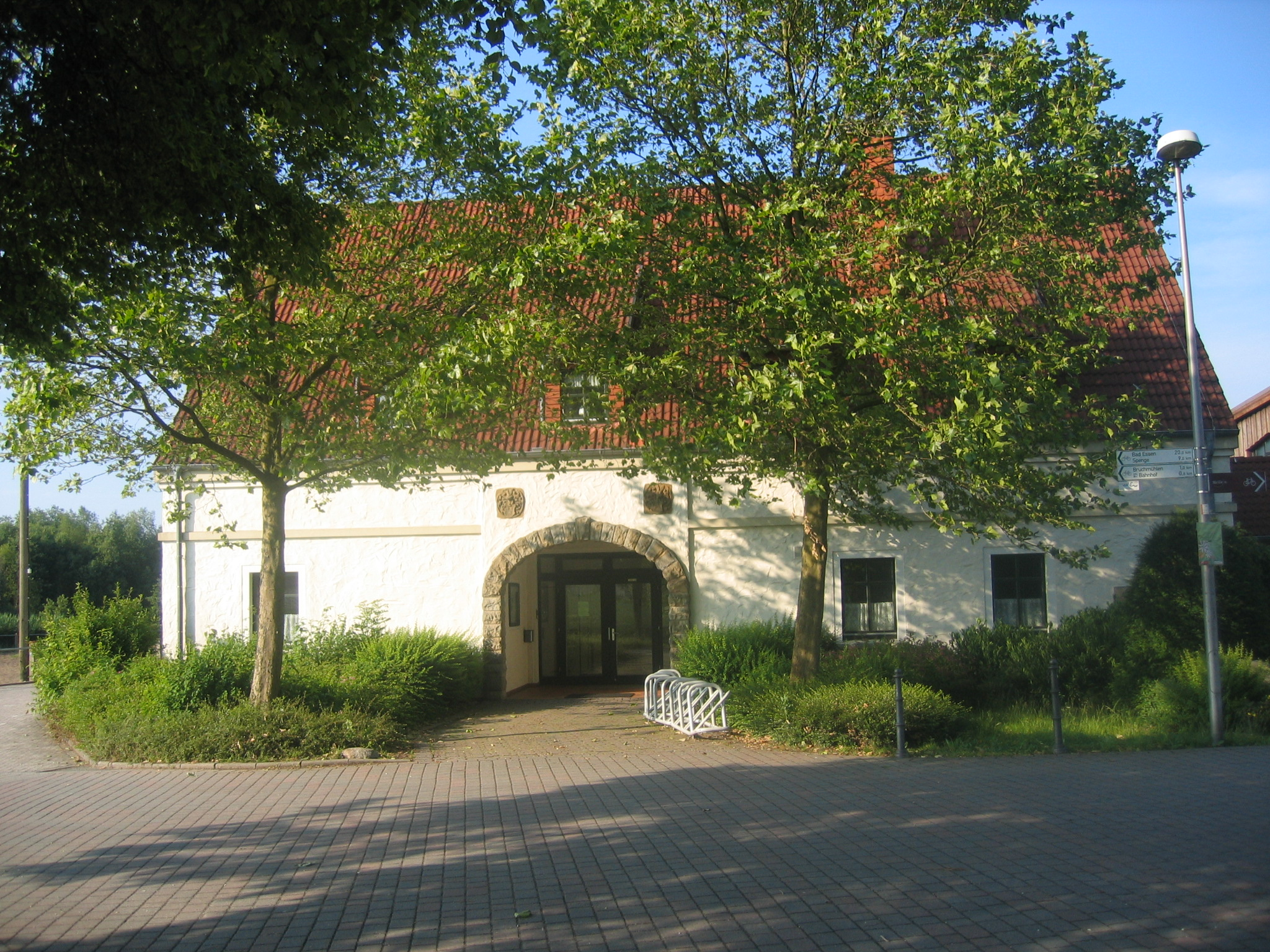
Die Rekonstruktion des Torhauses des Guts Bruchmühlen

Die feuchte Niederung um Bruchmühlen wurde im 14. Jahrhundert besiedelt. Das 1322 erwähnte Gut Brocmole im heutigen Niedersachsen gab Bruchmühlen seinen Namen. Diese ehemalige Wasserburg (Burg Bruchmühlen) ist lediglich in Resten erhalten. Im Landkreis Melle bildete Bruchmühlen nie eine eigene Gemeinde. Der heutige Stadtteil entsprach den Gemeindegebieten der Gemeinden Düingdorf und Bennien. Auch als 1970 neue Großgemeinden gebildet wurden, wurden aus diesen beiden Gemeinden keine neue Kommune Bruchmühlen gebildet. 1970 wurde Bennien vielmehr in die neue Großgemeinde Riemsloh eingegliedert; Düingdorf blieb zunächst selbstständige Gemeinde. 1972 wurde der Landkreis Melle aufgelöst und die Gemeinden des ehemaligen Landkreises zur neuen Stadt Melle zusammengefasst. Die Stadtteile wurden einhergehend völlig neu geordnet. Das Gebiet der Gemeinde Riemsloh bestand nun als Stadtteil Riemsloh in der Stadt Melle weiter. Bennien wurden jedoch nach Bildung der Großgemeinde Melle aus dem Stadtteil Riemsloh ausgegliedert und bildeten fortan gemeinsam mit der Altgemeinde Düingdorf den Stadtteil Bruchmühlen. Der Name wurde im Rückgriff auf das historische Gut Bruchmühlen gewählt. Hintergrund für die „Vereinigung“ von Bennien und Düingdorf war die Entwicklung Bruchmühlens, das sich abseits der kleinen Bauerschaften Düingdorf und Bennien zum Hauptort des Stadtteils entwickelte und sich genau auf der ehemaligen Grenze zwischen Bennien und Düingdorf befindet.
Bereits seit 1968/69 trägt der südlichste Ortsteil (ehemalige Gemeinde Westkilver) im benachbarten nordrhein-westfälischen Rödinghausen ebenfalls den Namen Bruchmühlen, so dass seit 1972 ein niedersächsischer und ein nordrhein-westfälischer Ortsteil Bruchmühlen aneinandergrenzen.

## Ortsrat
Der Ortsrat, der den Meller Stadt Bruchmühlen vertritt, setzt sich aus 15 Mitgliedern zusammen. Die Ratsmitglieder werden durch eine Kommunalwahl für jeweils fünf Jahre gewählt. Die aktuelle Amtszeit begann am 1. November 2021 und endet am 31. Oktober 2026.

Bei der Kommunalwahl 2021 ergab sich folgende Sitzverteilung:
| Ortsrat 2021Insgesamt 15 Sitze - SPD: 8 - Grüne: 2 - FDP: 1 - CDU: 4 |

## Bevölkerung
Das niedersächsische Bruchmühlen hat rund 2902 Einwohner und ist damit etwas bevölkerungsärmer als das nordrhein-westfälische Bruchmühlen.

## Bildung, Verkehr und Wirtschaft

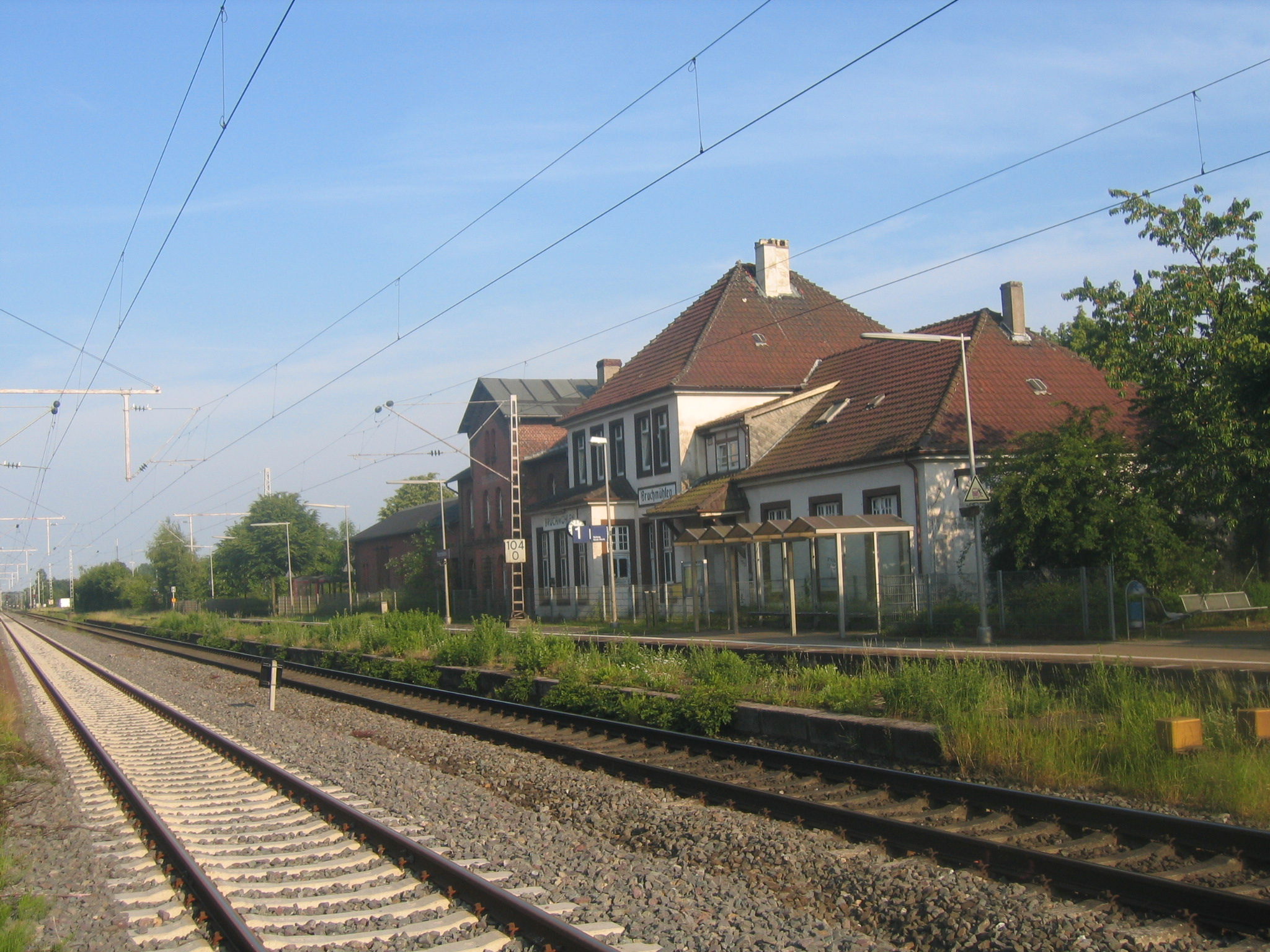
Bahnhof Bruchmühlen

Das niedersächsische Bruchmühlen weist einen Kindergarten (Lukas-Kindergarten) und eine Grundschule (Sandhorstschule) auf.
Der Ort liegt an der A 30 Osnabrück–Bad Oeynhausen und der Bahnstrecke Löhne–Rheine. Der Bahnhof Bruchmühlen liegt direkt an der Landesgrenze, gehört aber vollständig zum Stadtgebiet Melle. Er wird im Stundentakt von der RB 61 Wiehengebirgs-Bahn bedient.
| Linie | Verlauf | Takt   |
| ----- | --- | ------ |
| RB 61 | Wiehengebirgs-Bahn: Hengelo – Oldenzaal – Bad Bentheim – Schüttorf – Salzbergen – Rheine – Hörstel – Ibbenbüren-Esch – Ibbenbüren – Ibbenbüren-Laggenbeck – Osnabrück Altstadt – Osnabrück Hbf – Wissingen – Westerhausen – Melle – Bruchmühlen – Bünde (Westf) – Kirchlengern – Hiddenhausen-Schweicheln – Herford – Brake (b Bielefeld) – Bielefeld Hbf Stand: Fahrplanwechsel Dezember 2021 | 60 min |

Es gelten ausschließlich Tickets des Niedersachsentarifs, der Bahnhof ist nicht in den angrenzenden Westfalentarif einbezogen. Jedoch werden die Pauschaltickets des NRW-Tarifs anerkannt.
Der Anschluss an die A 30 befindet sich im Gemeindegebiet von Rödinghausen.

## Wirtschaft
In Bruchmühlen ist die Küchenmöbelindustrie von Bedeutung.